# 20479 Celisaucier
20479 Celisaucier este un asteroid din centura principală de asteroizi.

## Descriere
20479 Celisaucier este un asteroid din centura principală de asteroizi. A fost descoperit pe 14 iulie 1999 la Socorro, New Mexico, în cadrul proiectului LINEAR. Asteroidul prezintă o orbită caracterizată de o semiaxă mare de 2,47 ua, o excentricitate de 0,05 și o înclinație de 3,2° în raport cu ecliptica.